# Acta Otorhinolaryngologica Italica
Acta Otorhinolaryngologica Italica is een Italiaans, aan collegiale toetsing onderworpen open access wetenschappelijk tijdschrift op het gebied van de otorinolaryngologie.
De naam wordt in literatuurverwijzingen meestal afgekort tot Acta Otorhinolaryngol. Ital.
Het wordt uitgegeven door Pacini Editore namens de Società italiana di otorinolaringologia e chirurgia cervico-facciale en verschijnt 6 keer per jaar.
Het eerste nummer verscheen in 2003.